# Netcong

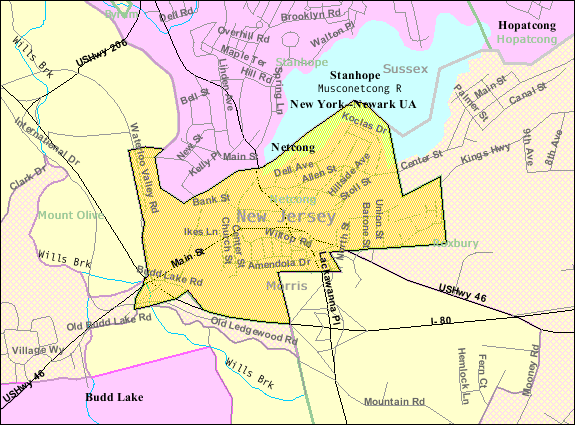
Cartina del territorio di Netcong

Netcong è un comune degli Stati Uniti d'America, situato nella Contea di Morris, in New Jersey.

## Geografia
Il comune ha una estensione di 2,36 km² (0,91 mi²) e confina con i comuni Mount Olive, Roxbury e Stanhope.
Il territorio si presenta incastonato tra le montagne della Contea di Morris e il corso del fiume Musconetcong da cui prende il nome su cui scorre la strada principale del paese.

## Origine del nome
Nato come "Sud Stanhope", da lavoratori impiegati nelle miniere della vicina città di Stanhope, il nome Netcong fu usato per la prima volta nel 1889 da un ufficio postale. Netcong fu creato come "borough" secondo la legge del New Jersey nell'ottobre del 1894 riunendo alcune parti delle municipalità di Mount Olive e di Roxbury, in base ai risultati di un apposito referendum. Il primo sindaco fu Abraham J. Drake, eletto il 14 novembre 1894.

## Storia
Nel 1893 molti immigrati provenienti da Cesa, in provincia di Caserta, si stabilirono nella cittadina di Netcong: essi furono attratti dalle opportunità di lavoro presso la Singer Steel Foundry e dalla costruzione della ferrovia che doveva sostituire il canale di Morris come via di trasporto. Naturalmente gli immigrati non dimenticarono le loro radici, soprattutto la venerazione del santo patrono di Cesa, San Cesario diacono e martire, e alcuni di loro nel 1902 decisero di fondare in suo onore la St. Cesario Society (il Comitato che ancora oggi continua ad organizzare i solenni festeggiamenti annuali). Il 16 giugno 2019 il sindaco di Cesa, avv. Vincenzo Guida, ha siglato il Patto di Gemellaggio con il Comune di Netcong. Il Patto di Gemellaggio ha lo scopo di rinsaldare sempre più il legame che intercorre tra le due comunità, affinché la storia e le tradizioni continuano ad intrecciarsi, le tradizioni italiane importate a Netcong ed il nome di Cesa siano perpetuati dalle future generazioni in nome della comune identità.

## Società

### Evoluzione demografica
Secondo il censimento degli Stati Uniti del 2010 la città contava 3 232 abitanti, con una densità di 1 369,49 ab./km². La cittadina era così divisa:
- 84,22% bianchi
- 3,90% Afroamericani
- 0,34 Nativi americani
- 2,78% Asiatici
- 6,71% Altri (in particolare ispanici e latinoamericani)[2]